# Шеик Муџибур Рахман
Шеик Муџибур Рахман (бенг. শেখ মুজিবুর রহমান; Тунгипари, 17. март 1920 — Дака, 15. август 1975) био је бенгалски политичар и оснивач Народне Републике Бангладеш 1971. године. Био је вођа Народног савеза Бангладеша, служио као први председник Бангладеша и касније премијер. У јавности је познат и као Шеик Муџиб (скраћено од Муџибур), те Бангабанду (Пријатељ Бенгала) и генерално се у Бангладешу сматра оснивачем бенгалске нације.
Почео је да се бави политиком још за студентских дана и с временом се уздигао као вођа бенгалског националистичког покрета у Пакистану. Прогласио је независност Бангладеша марта 1971. године, пошто је пакистанска војска одбила да призна резултате демократских избора и покренула бруталну инвазију усмерену углавном против бенгалског становништва Источног Пакистана. Муџибур је био ухапшен и држан у затвору у Западном Пакистану током деветомесечног бангладешког рата за ослобођење. Пуштен је јануара 1972. године и вратио се у Бангладеш да преузме вођство над земљом. Међутим, његова администрација показала се недораслом у решавању проблема земље уништене ратом и преплављене епидемијом глади. Група војних официра извршила је пуч 15. августа 1975. године и убила Муџибура и већи део његове породице.

## Биографија

### Младост
Рођен је у Тунгипарију, селу у округу Гопалганџ, провинција Бенгал у тадашњој Британској Индији. Био је син Шеика Лутфура Рахмана, записничара суда у Гопалганџу. Био је треће дете у породици од четири кћери и два сина. Године 1929, кренуо је у трећи разред основне школе у Гопалганџу, а две године после, у четврти разред средње школе Мадарипур Исламија. Исписан је из школе 1934. године, због одласка на операцију очију; вратио се у школу тек четири године касније, јер је опоравак очију споро трајао. Као осамнаестогодишњак, оженио се Шеик Фазилатунесом Муџиб. Имали су две ћерке и три сина.
Муџиб се укључио у политику 1940. године, када је постао члан Свеиндијске муслиманске федерације студената. Уписао је Колеџ Исламија (данашњи Колеџ Маулана Азад), високо цењену институцију Универзитета у Калкути, где је студирао право и укључио се у политику.
Године 1943, се прикључио Бенгалском муслиманском савезу. У наредном периоду посебно се борио за циљ Савеза, односно стварање независне муслиманске државе Пакистан; 1946. године постао је секретар Студентског савеза Колеџа Исламија. До стицања дипломе 1947, био је сведок насиља које је избило у Калкути 1946. године, мало пре поделе Индије.
Након поделе Индије, Рахман је одлучио да остане у Пакистану. По повратку у Источни Пакистан (данашњи Бангладеш), уписао је право на Универзитету у Даки и био оснивач Муслиманског студентског савеза Источног Пакистана. Био је један од најистакнутијих студентских политичких вођа у провинцији. Пакистанска влада је 26. јануара 1949. објавила како је урду постао званични језик у Пакистану, не узевши у обзир то да је бенгалски језик био доминантан на подручју Источног Пакистана. Муџибур је позвао активистичке групе на штрајкове и протесте; сам је штрајкао глађу 13 дана. Ухапшен је с групом сабораца 11. марта. Међутим, константни студентски протести присилили су власти да их убрзо ослободе. Муџибур је избачен са Универзитета и касније поновно био накратко ухапшен због покушаја агитације у борби за радничка права.

### Почетак политичке каријере
Муџибур је напустио Бенгалски муслимански савез и придружио се Сухравордију и Маулани Башанију у оснивању Народног муслиманског савез Бангладеша, претечи Народног савеза Бангладеша. Године 1949, био је изабран за секретара њене подружнице у Источном Бенгалу, а 1953. постао њен партијски секретар. Накратко је био министар за пољопривреду током мандата гувернера Фазлул Хука. Био је посланик у Уставотворној скупштини Пакистана од 1955. до 1958. године. Влада нове Исламске Републике Пакистан укинула је 1956. дотадашњу поделу земље на провинције; западне провинције уједињене су у Западни Пакистан, а дотадашњи Источни Бенгал постао је Источни Пакистан. Муџибур је протестовао поводом укидања историјског имена покрајине и централизације државе.
Године 1958, на власт је након бескрвног пуча дошао генерал Ајуб Кан, суспендовао устав и прогласио ратно стање. Муџибур је био ухапшен због пружања отпора и смештен у затвор до 1961. године. По изласку из затвора, организовао је студентске вође у организације које је требало да се супротставе Кановом режиму. Поновно је био накратко ухапшен 1962. због организовања протеста.

### Вођа националног покрета
Након Сухравордијеве смрти 1963. године, Муџибур је дошао на чело Народног муслиманског савеза Бангладеша. Из имена партије је испуштен додатак муслимански због тенденције према секуларизму и укључивања не-муслимана у своје редове. Пред изборе 1964. године, дао је подршку опозиционом кандидату Фатими Џини наспрам Ајуба Кана. Ухапшен је две недеље пред изборе, оптужен за клевету и затворен на годину дана. Тих је година расло незадовољство становништва Источног Пакистана због злостављања од пакистанске војске, те занемаривања њихових потреба од стране владе.
Муџибур је 1966. године на конференцији опозиционих партија у Лахору објавио план у шест тачака под насловом Наша повеља за преживљавање у којој је захтевао самоуправу и значајну политичку, економску и одбрамбену аутономију Источног Пакистана унутар пакистанске федерације са слабом централном владом. Муџибуров проглас подстакао је талас масовне потпоре становништва Источног Пакистана. Осим Бенгалаца, подржао га је и велик број хиндуса и осталих верских мањина у Источном Пакистану. Ови су захтеви у Западном Пакистану протумачени као радикални и сепаратистички. Војска је ухапсила Муџибура, а поступак против њега покренут је тек након две године у затвору. Он и још 34 бенгалска војна официра оптужени су пред војним судом за уроту с индијским агентима с циљем разбијања Пакистана, односно претњи његовом јединству, миру и националној безбедности. Становништво Источног Пакистана, огорчено начином на који је Муџибур био третиран, покренуло је талас масовних штрајкова и демонстрација.
Муџибур је поновно истакао свој план са шест тачака на свепартијској конференцији којом је председао Ајуб Кан 1969. године, али је био одбијен. Дана 5. децембра 1969, поводом двогодишњице Сухравордијеве смрти, објавио је проглас којим је укинуо назив Источни Пакистан и вратио Бенгал. Овај чин подигао је напетости широм земље; западнопакистански политичари и војска од сада су га сматрали за чистог сепаратисту. Од тада је бенгалска јавност све чешће почела да га зове Бангабанду (Пријатељ Бенгала).

### Избори 1970.
Источни Пакистан задесила је велика природна катастрофа када је циклон Бхола 12. новембра 1970. године погодио претежно обални део земље, оставивши за собом десетине хиљада мртвих и милионе расељених. Разљућени Бенгалци подигли су велике протесте, јер су централну владу сматрали одговорном за слаб и недовољан приступ ублажавању катастрофе. Политичке партије и јавност оптужили су централну владу да је намерно занемарила становништво приликом доласка циклона. Ова хаварија додатно је продубила јаз између Западног и Источног Пакистана и ојачала поделе међу народом, у политици и војсци.
Муџибуров Народни савез Бангладеша је на парламентарним изборима 7. децембра 1970. године освојио огромну већину у провинцијском парламенту, осим два посланичка места, што је творило очигледну надмоћ те партије у парламенту.
У Западном Пакистану водећа је била Пакистанска народна партија, на чијем је челу био Зулфикар Али Буто. Буто се строго противио Муџибуровим захтевима за већом аутономијом Источног Пакистана. Буто је запретио бојкотом нове владе уколико председник Пакистана Јаја Кан позове Муџибура да учествује у формирању владе. Већи део припадника пакистанске војске и исламистичких партија противио се постављању Муџибура за новог пакистанског премијера. Иако оптуживан за сепаратизам, ни Муџибур ни Народни савез Бангладеша до тада никад нису јавно изразили жељу за одвајањем; само су поједине мање националистичке групације без утицаја захтевале независност Бангладеша.
Буто се бојао избијања грађанског рата, те је у тајности контактирао Муџибура да заједно поразговарају о формирању коалиционе владе у којој би Буто био председник, а он премијер. Ови преговори вођени су у строгој тајности и нико из војске није имао сазнања о томе. Буто је истовремено вршио притисак на Јаију Кана да одступи с места председника, како би његов план могао да се оствари.

### Ослободилачки рат
Нашавши се у слепој улици, Кан је одгодио формирање нове владе, што су Бенгалци протумачили као опструисање Муџибурове партије да као легитиман представник бенгалског народа равноправно учествује у пакистанској политици. Тек је 7. марта 1971. године Муџибур позвао на независност и позвао народ да покрене масовну кампању грађанске непослушности и организовани оружани отпор. Јаија Кан прогласио је ратно стање, забранио деловање Народног покрета Бангладеша и наредио војсци да ухапси Муџибура и остале бенгалске вође и активисте. Војска је покренула Операцију рефлектор како би угушила политичке и цивилне нереде. Муџибур је 26. марта 1971. године преко радија позвао све грађане да организују оружани отпор против пакистанске војске. Убрзо су га ухапсили и ноћу авионом пребацили у Западни Пакистан. Био је смештен у затвор код Фајсалабада, под строгом паском. Већина осталих бенгалских вођа успела је да побегне на време и склони се у Индију и остале суседне земље. Пакистански генерал Рахимудин Кан био је главни судија на процесу против Муџибура пред војним судом у Фајсалабаду; ток судског процеса никад није обзнањен јавности.
Операција пакистанске војске с циљем да смири Источни Пакистан ускоро се претворила у крвопролиће. Војска је вршила планско истребљивање бенгалских интелектуалаца, политичара и синдикалиста и напослетку цивила. И велики број хиндуа такође је пребегао границу у суседне индијске савезне државе Западни Бенгал, Асам и Трипуру. Источнопакистанска војска и полиција побуниле су се против централне власти, а у Калкути је формирана бенгалска влада у егзилу на челу с Муџибуровим блиским сарадником Таџудином Ахмедом. На подручју Источног Пакистана главну борбу против пакистанске војске водила је герилска војска Мукти бахини (Борци за слободу). Упркос међународном притиску, пакистанска влада одбила је да ослободи Муџибура и ступи у преговоре с њим. Након индијске интервенције у децембру 1971, пакистанска војска предала се снагама Мукти бахинија и индијске војске. Вођство Народног покрета Бангладеша потом је образовало владу у Даки.
Јаија Кан је у међувремену дао оставку на место председника. Наследио га је Зулфикар Али Буто који је под међународним притиском ослободио Муџибура Рахмана 8. јануара 1972. године. Муџибур је отишао у Лондон, где се састао с британским премијером Едвардом Хитом и обратио се међународној јавности. Затим се упутио у Њу Делхи британским авионом и састао се с индијским председником Варахагиријем Венкатом Гиријем, премијерком Индиром Ганди, те осталим члановима владе. У Њу Делхију му је приређен величанствен дочек кроз град. По коначном повратку у Бангладеш, на аеродрому га је дочекала маса одушевљеног пучанства.

### Вођа Бангладеша
Рахман је по повратку у домовину првобитно био председник, али је 12. јануара 1972. преузео функцију председника владе. Мукти бахини и остале борачке групе биле су реорганизоване у војску Бангладеша. Муџибур је наследио уништену земљу у којој је, према бенгалским подацима, током рата убијено око 3 милиона људи. Влада се одмах у почетку суочила с озбиљним проблемима, попут збрињавања и обезбеђења адекватног смештаја за милионе избеглица расељених током 1971, организовања прехране, здравствене помоћи и осталих потреба. Такође је било проблема и с обрачунима против оних за које се веровало да су помагали пакистанској војсци током рата.
Након што је Бангладеш примио признање од већих земаља света, ускоро је постао чланицом Уједињених нација и Покрета несврстаних. Муџибур је посебно неговао пријатељство с Индиром Ганди, због помоћи коју је Индија пружила Бангладешу током и после рата.
Задужио је парламент да састави нови устав и прогласио четири основна принципа на којима треба да се темељи политика Бангладеша: „национализам, секуларизам, демократија и социјализам“ (доктрина позната под именом Муџибизам). Национализоване су стотине фабрика и компанија, необрађивана земља, те покренута аграрна реформа у корист сиротиње и беземљаша. Уложени су и огромни напори како би се обезбедили пристојни животни услови за око 10 милиона избеглица. Привреда је почела да се опоравља, а успешно је заустављена и епидемија глади. Нови устав проглашен је 1973. године, а на парламентарним изборима Народни савез Бангладеша освојио је апсолутну већину. Зацртани су и будући државни пројекти око обезбеђивања програма масовног образовања, изградње санитарних чворова, производње хране, обезбеђења здравствене неге, питке воде, електричне енергије широм земље. Први петогодишњи план, покренут 1973, био је усмерен на државна улагања у развој пољопривреде, сеоске инфраструктуре и индустрије памука.
Иако се према једном од принципа Бангладеш темељио на секуларизму, Муџибур је ускоро почео да промовише исламизам кроз државне институције. Обновио је деловање Исламске академије (првобитно забрањено 1972, због сумње у сарадњу с пакистанском војском током рата), забранио производњу и продају алкохола и коцкање. Залагао се за чланство Бангладеша у Организацији исламске конференције и Банци исламског развоја; 1974. је посетио Лахор поводом заседања Организације исламске конференције, што је поправило односе Бангладеша с Пакистаном. Прогласио је и општу амнестију за осумњичене ратне злочинце како би задобио већу подршку крајње деснице; бенгалски комунисти нису били задовољни овим током догађаја.
Бангладеш је 1974. године проживео најтежу епидемију глади у историји земље, током које је умрло преко 1,5 милиона људи. Глад у држави подстакла је талас незадовољства Муџибуровом владавином. Програм национализације и примене социјализма у индустрији наишао је на тешкоће због мањка стручних кадрова, раширене корупције и некомпетентног вођства. Епидемија глади додатно је појачала прехрамбену кризу, темељ бенгалске економије. Појава глади шокирала је Муџибура, који је 25. јануара 1975. прогласио ванредно стање. Преузео је функцију председника и дао си ванредна овлашћења. Дана 7. јуна 1975. године, Бангладеш је проглашен једнопартијском државом, а једина легална партија била је новоосновани БАКСАЛ. Велик део противника БАКСАЛ-а био је прогањан или убијен.

### Смрт
Група незадовољних нижих официра је 15. августа 1975. године тенковима напала председничку палату и убила Муџибура, велик део његове породице и затечено особље. Преживеле су само његове две ћерке, која су тада биле у посети Западној Немачкој. Било им је забрањено да се врате у Бангладеш. Пуч су испланирали незадовољни прваци бившег Народног савеза Бангладеша, а међу њима и бивши Муџибуров колега Хондакер Мостак Ахмед, који је преузео његову функцију. У медијима су колала нагађања да је уроту испланирала ЦИА.
Муџибуров нестанак с политичке сцене Бангладеша гурнуо је земљу у раздобље политичке нестабилности; пучеви и контрапучеви ређали су се један за другим, а политички атентати паралисали су државу. Стање се увелико смирило пучем и доласком на власт заповедника војске Зијаура Рахмана. По проглашењу председником, Зијаур је дао имунитет свим уротницима који су учествовали у свргавању и убиству Муџибура Рахмана.

## Наслеђе
Након Муџибурове смрти, наредне администрације одржавале су му скромне комеморације. Пуну афирмацију у јавности доживео је тек 1996. године, доласком Народног савеза Бангладеша на власт, на чијем је челу била његова ћерка, Хасина Вазед. Од тада чланови Народног савеза 15. август комеморишу као Национални дан жаљења. Као оснивач нације, Муџибур је најеминентнија личност Народног савеза, који и даље држи социјализам за један од темељних партијских програма. Муџиура посебно поштују друштвени научници и припадници бенгалске емиграције у Индији и широм света. BBC-ева бенгалска радио служба спровела је анкету 2004. године у којој се највећи део испитаника изјаснио да је Шеик Муџибур Рахман највећи Бенгалац свих времена, чак и испред националног песника Рабиндраната Тагора и осталих.